# Приборкання вогню
«Прибо́ркання вогню́» (рос. «Укрощение огня») — радянський двосерійний художній фільм, знятий за мотивами біографії конструктора ракет Сергія Корольова. Зйомки розпочались у січні 1969 року і проходили на космодромі Байконур, у Зоряному містечку космонавтів, а також в Україні, в місті Дніпропетровськ та в Криму.

## У ролях
- Кирило Лавров
- Ада Роговцева
- Ігор Горбачов
- Попов Андрій Олексійович — Микола Іванович Логунов
- Ігор Владимиров
- Інокентій Смоктуновський
- Зіновій Гердт
- Петро Шелохонов
- Світлана Коркошко
- Галина Самохіна
- Всеволод Сафонов
- Євген Матвєєв
- Віра Кузнєцова — мати Башкирцева
- Андро Кобаладзе
- Юрій Леонідов — Морозов
- Іван Рижов - майстер Алексеїч
- Валентина Хмара
- Євген Стеблов
- Вадим Спиридонов
- Владлен Паулус
- Галіс Колчицький
- Микола Бармин